# Rallye d'Europe Centrale 2008
Cet article concerne le rallye-raid. Pour l'épreuve du championnat du monde des rallyes, voir Rallye d'Europe Centrale.
Le Rallye d'Europe Centrale 2008 est une épreuve de rallye-raid qui s'est tenue en Roumanie et en Hongrie en 2008 en remplacement du rallye Dakar. Il a été organisé par Amaury Sport Organisation et en a été la première épreuve des Dakar Series, créés à cette occasion, cette année-là.

## Classement par étapes[1]
L'évènement a débuté à Budapest le 19 avril 2008 et s'est terminé le 26 avril 2008 au lac Balaton en Hongrie.
Le 19 avril étant consacré aux vérifications techniques et administratives, la première étape s'est déroulée le 20 avril.
|           | Date          | Départ    | Arrivée     | Longueur de l'étape | Vainqueur voiture                                  | Vainqueur moto          | Vainqueur quad                 | Vainqueur camion     |
| --------- | ------------- | --------- | ----------- | ------------------- | -------------------------------------------------- | ----------------------- | ------------------------------ | -------------------- |
| Etape n°1 | 20 avril 2008 | Budapest  | Baia Mare   | 63 kilomètres       | Carlos Sainz Michel Périn (Volkswagen)             | Marc Coma (KTM)         | Lazlo Szabo (Bombardier)       | Hans Stacey (Man)    |
| Etape n°2 | 21 avril 2008 | Baia Mare | Baia Mare   | 152 kilomètres      | Peter Petersen David Stevenson (Buggy)             | David Casteu (KTM)      | Razvan Paul Irimescu (Polaris) | Hans Stacey (Man)    |
| Etape n°3 | 22 avril 2008 | Baia Mare | Debrecen    | 152 kilomètres      | Giniel de Villiers Dirk Von Zitzewitz (Volkswagen) | Jaroslav Katrinak (KTM) | Razvan Paul Irimescu (Polaris) | Aleš Loprais (Tatra) |
| Etape n°4 | 23 avril 2008 | Debrecen  | Veszprem    | 150 kilomètres      | Carlos Sainz Michel Périn (Volkswagen)             | Cyril Despres (KTM)     | Hubert Deltrieu (Polaris)      | Hans Stacey (Man)    |
| Etape n°5 | 24 avril 2008 | Veszprem  | Veszprem    | 210 kilomètres      | Carlos Sainz Michel Périn (Volkswagen)             | David Casteu (KTM)      | Norbert Nemeth (Bombardier)    | Hans Stacey (Man)    |
| Etape n°6 | 25 avril 2008 | Veszprem  | Veszprem    | 210 kilomètres      | Carlos Sainz Michel Périn (Volkswagen)             | Cyril Despres (KTM)     | Hubert Deltrieu (Polaris)      | Hans Stacey (Man)    |
| Etape n°7 | 26 avril 2008 | Veszprem  | Lac Balaton | 155 kilomètres      | Carlos Sainz Michel Périn (Volkswagen)             | Jaroslav Katrinak (KTM) | Christophe Declerck (Yamaha)   | Hans Stacey (Man)    |

### Victoires d'étape
Camion :
- x1  Ales Loprais (Tatra)
- 6x  Hans Stacey (Man)

Auto :
- x1  Peter Petersen /  David Stevenson (Buggy)
- x1  Giniel de Villiers /  Dirk Von Zitzewitz (Volkswagen)
- x5  Carlos Sainz /  Michel Périn (Volkswagen)

Moto :
- 1x  Marc Coma (KTM)
- 2x  David Casteu (KTM)
- 2x  Cyril Despres (KTM)
- 2x  Jaroslav Katrinak (KTM)

Quad :
- x1  Lazlo Szabo (Bombardier)
- x1  Norbert Nemeth (Bombardier)
- x1  Christophe Declerck (Yamaha)
- 2x  Razvan Paul Irimescu (Polaris)
- 2x  Hubert Deltrieu (Polaris)

## Vainqueurs du Rallye d'Europe Centrale classés par catégories[1]
- Voiture :  Carlos Sainz et  Michel Périn (Volkswagen)
- Moto :  David Casteu (KTM)
- Quad :  Hubert Deltrieu (Polaris)
- Camion :  Hans Stacey (Man)